# Wei Qingguang
Wei Qingguang (韦晴光, Nanning, 2 juli 1962) is een Chinees-Japans professioneel tafeltennisser. Samen met Chen Longcan won hij in 1987 het wereldkampioenschap dubbelspel. Een jaar later werden ze samen de allereerste Olympisch kampioenen dubbelspel op de Spelen van 1988. De geboren Chinees liet zich in 1998 naturaliseren tot Japanner en veranderde daarbij zijn naam in Seiko Iseki.

## Sportieve loopbaan
Wei deed tijdens zijn bezoeken aan zes edities van de wereldkampioenschappen tafeltennis mee aan in totaal vijftien toernooien in verschillende disciplines. Tijdens zijn eerste WK in New Delhi 1987 haalde hij samen met Chen daarbij zijn enige finaleplaats, waarin het wel meteen raak was. Wei en Chen kroonden zich tot wereldkampioen dubbelspel na een gewonnen eindstrijd tegen het Joegoslavische koppel Zoran Primorac/Ilija Lupulesku.
Een jaar later drongen Wei en Chen eveneens door tot de dubbelspelfinale van de Olympische Zomerspelen 1988. Daarin waren opnieuw Primorac en Lupulesku de pineut. Bij deze twee mondiale titels bleef het vervolgens voor Wei. Evenals bij zijn verdere WK-deelnames won de inmiddels tot Japanner genaturaliseerde tafeltennisser op de Olympische Zomerspelen 2000 geen verdere titels. Ook zijn deelname aan de ITTF Pro Tour van 1998 tot en met 2003 namens Japan resulteerden niet in meer toernooioverwinningen. Wel was hij op de Pro Tour één keer verliezend finalist in het enkelspel en drie keer in het dubbelspel. 'Iseki' kwalificeerde zich in 2000 voor de ITTF Pro Tour Grand Finals in het enkelspel, waarbij hij de kwartfinale haalde.

## Erelijst
- Olympisch kampioen dubbelspel 1988 (met Chen Longcan)
- Wereldkampioen dubbelspel 1987 (met Chen Longcan)
- Winnaar Azië Cup enkelspel 1986 en 1988
- Winnaar Aziatische Spelen gemengd dubbelspel 1990 (met Deng Yaping), zilver in zowel het enkel- als dubbelspel (met Chen Longcan)
- Winnaar Aziatisch kampioenschap dubbelspel 1988. zilver in 1986 (beide met Chen Longcan)
- Verliezend finalist Aziatisch kampioenschap enkelspel 1998 (als Japanner)

1988: Wei Qingguang / Chen Longcan ·
1992: Lu Lin / Wang Tao ·
1996: Liu Guoliang / Kong Linghui ·
2000: Wang Liqin / Yan Sen ·
2004: Chen Qi / Ma Lin